# Núria Torray
Núria Torray (n. Nuria Torra Resplandi, n. 24 septembrie 1934, Barcelona, Catalonia, Spania – d. 8 iunie 2004, Madrid, Spania) a fost o actriță de teatru și film spaniolă.

## Biografie
Și-a combinat studiile în Filosofie și Litere cu spectacole non-profesionale la Teatro Español Universitario. Curând, regizorul José Tamayo a observat-o și și-a început cariera profesională alături de ea, interpretând Vrăjitoarele din Salem la Teatro Español din Madrid și mai târziu a interpretat personajul principal din Irma la dulce.
A debutat în film în 1956 și, în ciuda calității sale de actriță, nu a reușit niciodată să-și consolideze o carieră în domeniu, abandonând mediul dezamăgită în 1971 când a filmat La casa de las muertas vivientes. A mai apărut ulterior în Fuenteovejuna, El caballero de la mano en el pecho și Carta a nadie.

## Filmografie
- 1972: Fuenteovejuna
- 1976: El caballero de la mano en el pecho - Jerónima
- 1984: Carta a nadie
- 1972 La casa de las muertas vivientes - Sara
- 1971 El bosque del lobo (Regia Pedro Olea)[3]
- 1969 La muchacha del Nilo
- 1969 La reverencia
- 1968 El siervo de Dios
- 1968 Camino de la verdad
- 1967 Los amores difíciles
- 1967 Los siete de Pancho Villa
- 1967 El halcón de Castilla
- 1967 El amor brujo
- 1966 Las salvajes en Puente San Gil
- 1966 Una novia relámpago
- 1966 Dos mil dólares por Coyote
- 1966 Mestizo
- 1965 Albergues y paradores
- 1965 Diálogos de la paz
- 1964 Prohibido soñar
- 1964 El señor de La Salle
- 1964 El hombre de la diligencia
- 1964 Juegos peligrosos
- 1963 Benigno, hermano mío
- 1963 Se vive una vez
- 1963 La becerrada
- 1962 Dar la cara (Ne asumăm răspunderea)
- 1962 Una jaula no tiene secretos
- 1962 Accidente 703
- 1961 ¡Aquí están las vicetiples!
- 1957 Un marido de ida y vuelta
- 1957 Maravilla
- 1956 Susana y yo

## Teatru (selecție)
- Surâsul Giocondei (1951), de Aldous Huxley.
- La estrella de Sevilla (1958), de Félix Lope de Vega
- ¿Quién quiere una copla del Arcipreste de Hita? (1965), de José Martín Recuerda.
- Los siete infantes de Lara (1966), de Lope de Vega.
- Águila de blasón (1966), de Valle-Inclán.
- Las cítaras colgadas de los árboles (1974), de Antonio Gala.
- Lisístrata (1991), de Aristófanes
- Mi querida familia (Brighton Beach Memoirs. 1995), de Neil Simon

## Premii
- Antena de Oro (1962).
- Premio del Sindicato Nacional del Espectáculo (1965).
- Premio del Festival de Mar del Plata (1965).
- Premio Ondas a la mejor actriz de Televisión (1966).
- Premio Ercilla de Teatro (1995).